# Banco (Roman)
Banco ist der zweite Roman des französischen Schriftstellers Henri Charrière, der wegen Totschlags zu lebenslanger Zwangsarbeit in Französisch-Guayana verurteilt worden war. In dem Buch, das autobiografische Elemente, historische Fakten und Fiktion miteinander verbindet, schildert er die Zeit nach seiner Flucht von der Teufelsinsel. Das Buch ist damit die Fortsetzung seines ersten Romans Papillon.